# Juan Rojo Alaminos
Juan Manuel Rojo Alaminos (Sevilla, 6 de enero de 1943) es catedrático de física de estado sólido y director del laboratorio de ciencia de superficies en la Universidad Complutense de Madrid. Como político desempeñó cargo de secretario de Estado (Administración General del Estado) de Universidades e Investigación del Gobierno de España entre 1985 y 1992.

## Trayectoria científica
Nació en Sevilla en 1943 y, tras cursar el bachillerato en el Instituto Ramiro de Maeztu de Madrid, estudió en las Universidades de Madrid y  Cambridge (Reino Unido), doctorándose en Ciencias Físicas en 1969. En el periodo 1971-81 fue Profesor Agregado en la Universidad Autónoma de Madrid donde inició el Laboratorio de Física de Superficies del que fue director. Desde 1982 es Catedrático de Física de Estado Sólido en la Universidad Complutense de Madrid donde creó y es actualmente director del Grupo de Ciencia de Superficies. Su investigación se ha centrado en los campos de la Física de la Materia Condensada, Física de Materiales y Física de Superficies. En relación con esta investigación ha escrito dos libros y realizado múltiples publicaciones. También ha pronunciado numerosas conferencias por invitación y dirigido nueve tesis doctorales. Aparte de su periodo doctoral en Cambridge, ha tenido estancias como visitante científico en el Centro de Estudios Nucleares de Saclay (Francia) y en la Universidad de Berkeley (USA).

## Actividad política y reconocimientos honoríficos
En el periodo 1985-1992, coincidiendo con la presencia en el gobierno de su compañero de departamento Javier Solana, fue Secretario de Estado de Universidades e Investigación del Gobierno de España representando a España en el Consejo de Ministros de Investigación de la Unión Europea. En ese período se aprobó y desarrolló el primer Plan Nacional de Investigación I+D español y se puso en marcha el sistema de evaluación de la investigación del profesorado universitario y personal investigador del CSIC embrión de la actual ANECA.
Ha presidido diversos paneles de evaluación internacionales, entre otros el del Centro de Investigación Común (JRC), el del programa científico COST y el del Programa de Fusión Nuclear todos ellos de la Comisión Europea. También ha presidido durante 4 años el Comité de Ciencias e Ingeniería (PESC) de la European Science Foundation.
Ha recibido distinciones de los gobiernos de España Gran Cruz de Alfonso X el Sabio, Francia (Palmes Academiques) e Italia (Gran Oficial de la Orden del Mérito) así como la Medalla de la Real Sociedad Española de Física. La Medalla de Honor de la UC3M de 2015.  Es Académico Numerario de la Real Academia de Ciencias Exactas, Físicas y Naturales.

## Libros
- con Hernando, Aranda (1999). Física de los materiales magnéticos. Sintesis. ISBN 9788477388579.[9]

- con Santa Cecilia, Carlos G. (1994). La física: hablando con Juan Rojo. Acento Editorial. ISBN 84-483-0060-2.[10]